# Василевичи-2 (болото)
Василе́вичи-2 — болото низинного типа на юге Светлогорского и востоке Калинковичского районов Беларуси, в водосборе рек Березина, Сведь и Ведрич.

## Описание болота
Площадь 18,2 тыс. га. Глубина торфа до 6,4 м, средняя 1,7 м, степень разложения 43 %, зольность 9,9 %.

## Практическое применение
В 1963—1970 годах в Светлогорском районе осушено 5,7 тысячи гектаров, 70 % территории осушено закрытым дренажем. До 1977 года весь торф выбран. В Калинковичском районе осушено 11,9 тысячи гектаров, в том числе для сельского хозяйства использования 9,6 тысячи гектаров, для добычи торфа 2,3 тысячи гектаров. На осушенных землях сеют травы, также зерновые и кормовые культуры.